# Brian Wilson
Brian Douglas Wilson (Inglewood, 20 de junho de 1942 – Beverly Hills, 11 de junho de 2025) foi um músico, cantor e compositor dos Estados Unidos, fundador e líder da banda Beach Boys e considerado um dos maiores músicos do século XX.

## Carreira

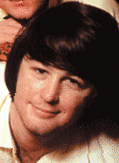
Brian Wilson em 1966.

Ele foi o fundador, em 1961, dos Beach Boys. Foi o principal compositor americano na década de 1960 e um dos músicos mais criativos da música popular do século XX. Junto com os seus irmãos Dennis e Carl Wilson, o primo Mike Love e o amigo Alan Jardine, interpretou músicas que fazem parte do manual do rock.
Sua vida foi bastante conturbada. Teve uma infância problemática, repressiva por parte do pai Murry Wilson. Sofria com surras e procurou refúgio na música. Era apaixonado por jazz e The Four Freshmen, enquanto seu irmão mais novo Carl era aficcionado pela guitarra de Chuck Berry. Dennis Wilson, irmão do meio, surfava nas praias californianas e arranhava na bateria no início, enquanto seu primo Mike Love cantava no coral da igreja. Esta seria a espinha dorsal dos Beach Boys.
As primeiras composições de Brian surgiram depois que Dennis descreveu-lhe a sensação de como era pegar ondas (curiosamente, Brian nunca surfou) e falavam apenas de carros, corridas de carros e, de surfe e praia. Depois veio a fase das músicas de garotas. "I Get Around", a primeira música dos BB's a atingir o topo das paradas norte-americanas, foi, segundo o próprio Brian, o ponto de transição das composições despretensiosas e adolescentes para um trabalho mais rico harmonicamente, mais complexo e mais artístico, apesar do reconhecimento musical dos primeiros discos da banda.
A maturidade harmônica e musical de Brian começou a ser notada em músicas como "California Girls", "Help me Rhonda", além das canções dos álbuns "Today!" e "Summer Days (and Summer Nights)". Depois de ouvir o "Rubber Soul", dos Beatles, Brian decidiu compor um álbum bom do início ao fim, como ele achou que o "Rubber Soul" era. A partir de então, começou um projeto audacioso, que contaria com a participação dos melhores músicos de Los Angeles e com a parceria de Tony Asher pondo letras em algumas das canções feitas por Brian, além de vocais que mais pareciam de anjos, como era o do Beach Boys.
Lançado em 16 de maio de 1966, o "Pet Sounds" é um marco na história da música pop contemporânea. Inovador, está à frente de seu tempo e é, sempre que são feitas listas dos melhores álbuns de todos os tempos, colocado como tal. A revista MOJO, em 1995, classificou o "Pet Sounds" como o melhor álbum de todos os tempos. A revista "Rolling Stone", em 2004, o classificou como o 2.º melhor álbum de todos os tempos, depois do Sgt. Pepper's Lonely Hearts Club Band, dos Beatles.
As influências formativas de Wilson incluíram George Gershwin , Four Freshmen, Phil Spector e Burt Bacharach.

### Saúde Mental
Wilson foi apresentado as drogas quando ainda era integrante dos Beach Boys na década de 60, durante a vida, foi diagnosticado com transtornos de personalidade como esquizofrenia paranóica.
Em fevereiro de 2024, Wilson recebeu o diagnóstico de demência. Ele viveu os últimos anos com um "grave distúrbio neurocognitivo" que o impedia de cuidar de si.

## Morte e tributos
Em 11 de junho de 2025, foi anunciada a morte de Wilson aos 82 anos durante o sono em sua casa em Beverly Hills. Sua família não compartilhou nenhum detalhe adicional, incluindo a causa da morte. Al Jardine relatou mais tarde que Wilson estava lutando contra os efeitos de longo prazo da COVID-19 desde sua última turnê: "Esse foi o fim. Ele nunca mais voltou depois disso." Mais tarde foi revelado que a principal causa de morte foi declarada como parada respiratória em meio a sepse , cistite, doença renal crônica e outros fatores associados.  O ator John Cusack, que interpretou o músico na cinebiografia Love & Mercy, escreveu, "O maestro morreu – o homem era um coração aberto com duas pernas – com um ouvido que escutava os anjos. Quase literalmente. Amor e misericórdia para você e sua família esta noite". Elton John o homenageou citando-o como uma de suas "maiores influências" e o descreveu como um "gênio musical" e "revolucionário". Outros músicos e artistas que prestaram homenagem a Wilson incluem Ringo Starr, Bob Dylan, Carole King, Keith Richards, Mick Fleetwood, Ronnie Wood, Maggie Rogers, Gracie Abrams, Clairo, Nancy Sinatra, Julian Lennon, Sean Ono Lennon, Diane Warren, John Cale, Stephen Bishop, Questlove e Cameron Crowe.

## Discografia
Álbuns de estúdio
- Brian Wilson (1988)

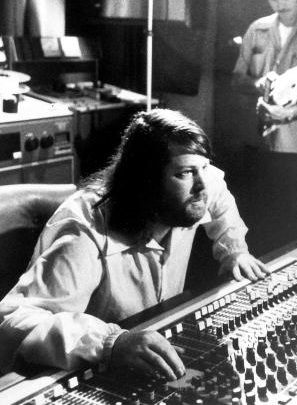
Brian Wilson produzindo o álbum 15 Big Ones, em 1976

- I Just Wasn't Made for These Times (1995)
- Orange Crate Art (1995) (com Van Dyke Parks)
- Imagination (1998)
- Gettin' in Over My Head (2004)
- Brian Wilson Presents Smile (2004)
- What I Really Want for Christmas (2005)
- That Lucky Old Sun (2008)
- Brian Wilson Reimagines Gershwin (2010)
- In the Key of Disney (2011)
- No Pier Pressure (2015)

## Filmografia

### No cinema
| Ano  | Título                          | Personagem                    |
| ---- | ------------------------------- | ----------------------------- |
| 2018 | Echo in the Canyon              | Ele mesmo                     |
| 2014 | Love & Mercy                    | Ele mesmo                     |
| 1993 | Theremin: An Electronic Odyssey | Ele mesmo                     |
| 1987 | The Return of Bruno             | Ele mesmo                     |
| 1965 | The Monkey's Uncle              | Ele mesmo (com os Beach Boys) |
| 1965 | The Girls on the Beach          | Ele mesmo (com os Beach Boys) |

### Na televisão
| Ano  | Título                          | Personagem                    |
| ---- | ------------------------------- | ----------------------------- |
| 2006 | Tales of the Rat Fink           | The Surfite (voz)             |
| 2005 | Duck Dodgers                    | Ele mesmo (voz)               |
| 1988 | Full House                      | Ele mesmo (com os Beach Boys) |
| 1988 | The New Leave It To Beaver      | Mr. Hawthorne                 |
| 1967 | Inside Pop: The Rock Revolution | Ele mesmo                     |